# Канаплин, Александр Евгеньевич
Александр Евгеньевич Канаплин (род. 3 сентября 2000, Ставрополь) — российский футболист, нападающий клуба Енисей.

## Биография
Воспитанник центра образования «Чертаново». Сезон 2016/17 провёл в ФШМ «Ростова», до марта 2018 — в ДЮСШ ЦСКА. 30 августа 2019 года дебютировал в домашнем матче против «Зоркого» (1:2) в первенстве ПФЛ, в составе московского «Строгино» выйдя на 59-й минуте. Перед сезоном 2021/22 перешёл в клуб ФНЛ-1 «Енисей» Красноярск, с которым дошёл до полуфинала Кубка России 2021/22.